# Az osztrák–magyar korona pénzjegyei
Az osztrák–magyar korona pénzjegyeit csak jóval az érmék bevezetése után, 1900-tól kezdték el kibocsátani. Az Osztrák–Magyar Banknak az első világháború végéig a birodalom területén kizárólagos joga (szabadalma) volt a pénzjegykibocsátásra, így az ebben az időszakban kibocsátott összes pénzjegy az Osztrák–Magyar Bank bankjegye. A háború utáni időszak a monetáris politika szempontjából is zűrzavaros volt, így – bár a bankjegyeken szerepelt az Osztrák–Magyar Bank megjelölés – a kibocsátás gyakran kormányzati utasításra, fedezet nélkül történt. Ezek a pénzjegyek így csak névlegesen tekinthetők bankjegynek.
Az Osztrák–Magyar Bank köteles volt meghatározott arányban nemesfémfedezetet biztosítani a kibocsátott bankjegyekre, melyeket a bank bécsi és budapesti főintézeteiben át is lehetett váltani nemesfémpénzre. Bár ez az átváltási kötelezettség a világháború kezdetéig megmaradt, a papírpénzforgalom volt jellemző. A világháború alatt az értékpénzek forgalmát megszüntették, az ezüstpénzek helyett is papírpénzeket hozott forgalomba a jegybank, ezek kevésbé igényes kivitelűek. A háború után a monarchia romjain létrejövő országok felülbélyegezték, később saját pénzre cserélték a bankjegyeket.
Valamennyi bankjegy két- (német- és magyar-) nyelvű, illetve a névérték a birodalom többi nemzetének nyelvén is szerepelt. A bankjegyeken szereplő arcképek jórészt (ma már) ismeretlen modellekről készültek. A bankjegyeket biztonsági papírra nyomtatták, színes alnyomattal, illetve metszetmélynyomtatással. A bankjegyeket a bank bécsi pénzjegynyomdájában készítették, tervezői – az 1902-es százkoronás kivételével – osztrák művészek.
A bankjegyek közül ritkaságnak számítanak az 1900-as kibocsátású tíz- és húszkoronások, valamint az 1902-es és 1910-es kibocsátású százkoronások, kisebb mértékben az 1902-es ötvenes és az 1907-es húszas.
| 1900-1902 sorozat                               | 1900-1902 sorozat | 1900-1902 sorozat | 1900-1902 sorozat | 1900-1902 sorozat                             | 1900-1902 sorozat                                | 1900-1902 sorozat  | 1900-1902 sorozat    | 1900-1902 sorozat   |
| Kép                                             | Kép               | Névérték          | Méret             | Leírás                                        | Leírás                                           | Dátumok            | Dátumok              | Dátumok             |
| Előoldal                                        | Hátoldal          | Névérték          | Méret             | Előoldal                                      | Hátoldal                                         | Nyomtatás          | Kibocsátás           | Visszavonás         |
| ----------------------------------------------- | ----------------- | ----------------- | ----------------- | --------------------------------------------- | ------------------------------------------------ | ------------------ | -------------------- | ------------------- |
|                                                 |                   | 10 K              | 121 x 80 mm       | Puttók                                        | Puttók                                           | 1900. március 31.  | 1901. szeptember 2.  | 1907. február 28.   |
|                                                 |                   | 20 K              | 131 x 87 mm       | Ausztriát jelképező nőalak                    | Magyarországot jelképező nőalak                  | 1900. március 31.  | 1900. szeptember 20. | 1910. június 30.    |
|                                                 |                   | 50 K              | 150 x 100 mm      | Női modellek                                  | Női modellek                                     | 1902. január 2.    | 1902. május 26.      | 1916. december 31.  |
|                                                 |                   | 100 K             | 160 x 106 mm      | Az ipar és a kereskedelem allegorikus alakjai | A mezőgazdaság és a művészet allegorikus alakjai | 1902. január 2.    | 1902. október 20.    | 1912. augusztus 31. |
|                                                 |                   | 1000 K            | 191 x 127 mm      | Női modell                                    | Női modell                                       | 1902. január 2.    | 1903. január 2.      | 1918. december 31.  |
| 1904-1910 sorozat                               |                   |                   |                   |                                               |                                                  |                    |                      |                     |
|                                                 |                   | 10 K              | 140 x 80 mm       | Rohan hercegnő                                | Rohan hercegnő                                   | 1904. január 2.    | 1905. február 25.    | 1918. december 31.  |
|                                                 |                   | 20 K              | 150 x 89 mm       | Női modell                                    | Női modell                                       | 1907. január 2.    | 1908. június 22.     | 1915. december 31.  |
|                                                 |                   | 100 K             | 163 x 107 mm      | Női modell                                    | Női modell                                       | 1910. január 2.    | 1910. augusztus 22.  | 1915. május 31.     |
| 1912-1915 sorozat                               |                   |                   |                   |                                               |                                                  |                    |                      |                     |
|                                                 |                   | 10 K              | 150 x 80 mm       | Fiú arcképe                                   | Fiú arcképe                                      | 1915. január 2.    | 1916. július 24.     | 1918. december 31.  |
|                                                 |                   | 20 K              | 150 x 89 mm       | Női modell                                    | Női modell                                       | 1913. január 2.    | 1913. szeptember 29. | 1918. december 31.  |
|                                                 |                   | 50 K              | 162 x 100 mm      | Női modell                                    | Női modell                                       | 1914. január 2.    | 1916. december 18.   | 1918. december 31.  |
|                                                 |                   | 100 K             | 163 x 107 mm      | Női modell                                    | Női modell                                       | 1912. január 2.    | 1912. december 13.   | 1918. december 31.  |
| Háború alatti kiadások                          |                   |                   |                   |                                               |                                                  |                    |                      |                     |
|                                                 |                   | 1 K               | 112 x 67 mm       | Klasszikus architektúra                       | Sisakos fej                                      | 1916. december 1.  | 1916. december 21.   | 1918. december 31.  |
|                                                 |                   | 2 K               | 112 x 67 mm       | Női modell                                    | Értékjelzés                                      | 1914. augusztus 5. | 1914. augusztus 16.  | 1917. július 31.    |
|                                                 |                   | 2 K               | 125 x 85 mm       | Női modellek                                  | Női modellek                                     | 1917. március 1.   | 1917. július 9.      | 1918. december 31.  |
| Háború utáni kiadások (korlátozott érvényesség) |                   |                   |                   |                                               |                                                  |                    |                      |                     |
|                                                 |                   | 25 K              | 135 x 80 mm       | Női modell                                    | Sima vagy hullámos                               | 1918. október 27.  | 1918. október 30.    | 1918. december 31.  |
|                                                 |                   | 200 K             | 168 x 100 mm      | Női modell                                    | Sima vagy hullámos                               | 1918. október 27.  | 1918. október 30.    | 1918. december 31.  |
|                                                 |                   | 10 000 K          | 191 x 127 mm      | Női modell                                    | Női modell                                       | 1918. november 2.  | 1918. december 19.   | 1918. december 31.  |
| A képeken 0,7 pixel felel meg 1 milliméternek.  |                   |                   |                   |                                               |                                                  |                    |                      |                     |